# تيودور يونبول
يونبول (بالهولندية: Theodor Willem Juynboll)‏ (1866 م - 1948 م) هو مستشرق هولندي. تتلمذ على دي خويه في جامعة ليدن.

## آثاره
- نشر في 1896 م كتاب «الخراج» ليحيى بن آدم بعنوان: Yahya ibn Adam: Le livre de l'impot foncier… Leide, 1896.
- «» المدخل إلى معرفة الشريعة الإسلامية بحسب مذهب الشافعي. ط1، 1903 م، ث4 ، 1925 م). وقد ترجمه أرتور شاده Schaade (1883 - 1952 م) من اللغة الهولندية إلى الألمانية.